# Contea di Yates
La contea di Yates, in inglese Yates County, è una contea dello Stato di New York negli Stati Uniti. Il capoluogo di contea è Penn Yan.

## Geografia
La contea si trova nel centro-ovest dello Stato. Il territorio è diversificato: a ovest è relativamente montuoso, a nord prevalentemente pianeggiante e a sud e est collinare con vallate. La contea include tre dei Finger Lakes: a nord-ovest si trova il lago Canandaigua, a sud il lago Keuka e a est il lago Seneca.

### Contee confinanti
- Contea di Ontario - nord/ovest
- Contea di Seneca - est
- Contea di Schuyler - sud-est
- Contea di Steuben  sud-ovest

## Storia
L'area era abitata da nativi Seneca della confederazione irochese. Nel 1683, quando vennero stabilite le contee nello Stato di New York, quest'area era parte della contea di Albany. La contea fu creata nel 1823 e porta il nome di Joseph C. Yates, il governatore dello Stato di New York che firmò l'atto di costituzione della contea.

## Comuni
- Barrington - town
- Benton - town
- Dresden - village
- Dundee - village
- Italy - town
- Jerusalem - town
- Middlesex - town
- Milo - town
- Penn Yan (capoluogo) - village
- Potter - town
- Rushville - village
- Starkey - town
- Torrey - town